# Fanny Ardant

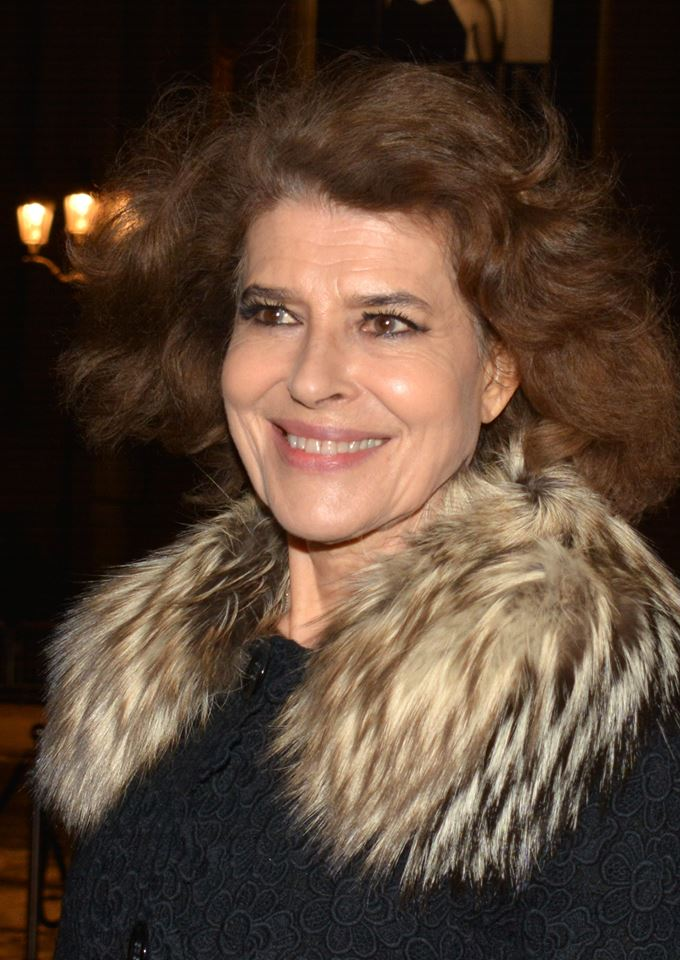
Fanny Ardant bei der César-Verleihung 2018

Fanny Marguerite Judith Ardant (* 22. März 1949 in Saumur, Maine-et-Loire) ist eine französische Theater- und Filmschauspielerin, die zu den Stars des französischen Kinos zählt. Im Laufe ihrer Karriere arbeitete sie mit einer Reihe bedeutender Regisseure zusammen, darunter ihr Entdecker und Lebensgefährte François Truffaut sowie Alain Resnais, Volker Schlöndorff und Michelangelo Antonioni. Zumeist spielt sie ernste und leidenschaftliche Frauentypen.

## Leben und Wirken

### Kindheit und Jugend
Fanny Ardant wurde 1949 in Saumur als Tochter eines Militärattachés geboren. Ihre Kindheit und Jugend verbrachte sie in Monaco, wo ihr Vater der Fürstenfamilie Grimaldi diente. Erste Bühnenerfahrungen sammelte Ardant an einer Klosterschule, die auch Prinzessin Caroline von Monaco besuchte. Da ihre Eltern auf eine solide Ausbildung Wert legten, studierte Ardant zunächst Politologie in Aix-en-Provence. „Meine Eltern waren so klug zu erkennen, dass die Schauspielerei ein äußerst unsicherer und risikoreicher Broterwerb ist. Und sie hatten Angst, mein Berufswunsch könnte nur eine vorübergehende Laune sein“, erinnerte sich Ardant später. „Daraufhin pickte ich mir den kürzesten aller Studiengänge heraus: Politologie in Aix-en-Provence. Ich hielt brav durch, und – hopp! – weg war ich. Der Uni-Abschluss war für mich wie ein Passierschein in die Freiheit.“ Anschließend nahm sie Schauspielunterricht bei Jean Périmony und gab 1974 ihr professionelles Theaterdebüt in einer Aufführung von Pierre Corneilles Drama Polyeucte. Regie führte dabei Dominique Leverd, der Vater ihrer ersten Tochter Lumir (* 4. April 1975). Es folgten weitere Rollen in Stücken von Henry de Montherlant, Jean Racine und Jean Giraudoux.

### Durchbruch
Im Jahr 1979 erhielt Ardant eine Hauptrolle in dem Fernsehmehrteiler Die Damen von der Küste von Nina Companéez. Regisseur François Truffaut lud sie daraufhin zu einem Essen mit Gérard Depardieu ein, mit dem er gerade den Film Die letzte Metro (1980) drehte und mit dem Ardant in Die Hunde (1979) vor der Kamera gestanden hatte. Truffaut besetzte Depardieu und Ardant als tragisches Liebespaar in dem Filmdrama Die Frau nebenan (1981), mit dem Ardant der internationale Durchbruch gelang und für das sie ihre erste César-Nominierung in der Kategorie Beste Hauptdarstellerin erhielt. Während der Dreharbeiten wurde Ardant Truffauts Muse und Lebensgefährtin. „François hat mir eine ganz neue Sicht auf das Leben geschenkt – und damit mein Dasein als Frau und als Schauspielerin völlig auf den Kopf gestellt“, berichtete sie später.
Mit der in Schwarz-weiß gedrehten Filmkomödie Auf Liebe und Tod folgte 1983 eine weitere gemeinsame Produktion. Ardant spielte in dieser Hommage an den Film noir und die Filme von Alfred Hitchcock die selbstbewusste Sekretärin Barbara Becker, die dem unter Mordverdacht stehenden, von Jean-Louis Trintignant dargestellten Julien Vercel dabei hilft, seine Unschuld zu beweisen. Im selben Jahr kam Ardants und Truffauts Tochter Joséphine (* 28. September 1983) zur Welt. Etwas mehr als ein Jahr später starb Truffaut an einem Gehirntumor, was Ardant vorübergehend in eine persönliche Krise stürzte.

### Nach Truffauts Tod
Im Jahr 1984 stand Ardant in Volker Schlöndorffs Proust-Verfilmung Eine Liebe von Swann an der Seite von Jeremy Irons und Alain Delon vor der Kamera. Ebenfalls 1984 war sie in Liebe bis in den Tod von Alain Resnais neben Sabine Azéma, Pierre Arditi und André Dussollier zu sehen, mit denen sie bereits für Das Leben ist ein Roman (1983) und später erneut für Mélo (1986) zusammenarbeitete. 1987 spielte Ardant, die neben Französisch fließend Italienisch, Spanisch und Englisch spricht, in Ettore Scolas preisgekrönter Familiensaga Die Familie, in der sie sich wie bereits in Das anonyme Bekenntnis (1983) in der Rolle einer Pianistin unglücklich in Vittorio Gassman verliebt. In Der Tölpel (1987) trat sie neben Jeanne Moreau, Michel Piccoli und Daniel Auteuil als verführerische Femme fatale auf, die in der kammerspielartigen Literaturverfilmung fast ausschließlich in einer Hängematte liegend zu sehen ist.
Am 24. April 1990 wurde Ardants dritte Tochter Baladine geboren, die aus einer Beziehung mit dem Kameramann Fabio Conversi stammt. Dass sie ihre drei Kinder von drei verschiedenen Männern bekam, mit denen sie nicht verheiratet war, sorgte in der französischen Presse häufig für Kontroversen, was Ardant später gelassen kommentierte: „Im Prinzip habe ich nichts gegen die Ehe. Ich liebe es, glücklichen Paaren im Restaurant zuzusehen – ich bestaune sie wie ein Kunstwerk. […] Ich passte bloß nicht in die althergebrachten Schubladen und fühlte mich stark genug, meine Kinder alleine großzuziehen. Ich wollte mich im Leben nie vereinnahmen lassen – weder von einer politischen Partei noch von beruflichen oder sozialen Verpflichtungen. Ich wollte frei sein.“
Danach wirkte sie in einigen weniger erfolgreichen, eher unbedeutenden Filmen mit. Erst mit der Balzac-Verfilmung Die Auferstehung des Colonel Chabert (1994) konnte sie an ihre alten Erfolge anknüpfen. Ihr Filmpartner war erneut Gérard Depardieu, der die Titelrolle übernahm und mit dem sie 1999 auch in der europäischen Fernsehproduktion Balzac – Ein Leben voller Leidenschaft zusammen spielte.

### Comeback
Ein Comeback gelang Ardant 1996, als sie in der Schwulenkomödie Auch Männer mögen’s heiß!, dem erfolgreichsten französischen Film des Jahres, auftrat und für ihre untypisch komische Rolle als Discowirtin den César als beste Hauptdarstellerin gewann. Einen weiteren Erfolg konnte sie 1996 auch als einflussreiche Madame de Blayac am Hof von Ludwig XVI. in Patrice Lecontes Historienfilm Ridicule – Von der Lächerlichkeit des Scheins verbuchen, der beim Publikum ebenfalls Anklang fand, den César in der Kategorie Bester Film gewann und für den Oscar als bester fremdsprachiger Film nominiert wurde.
Danach übernahm sie unter der Regie von Roman Polański am Théâtre de la Porte Saint-Martin in Terrence McNallys Bühnenstück Master Class die Rolle der Maria Callas. Die Kritiken waren zwar eher durchwachsen, doch erhielt Ardant für ihre Leistung eine Nominierung für den Theaterpreis Molière als beste Hauptdarstellerin. Neben Vincent Perez, Michel Serrault und Josiane Balasko war sie im Jahr 2000 in dem frivolen Historienfilm Liebeslust und Freiheit erneut in einer Komödie von Gabriel Aghion zu sehen, der mit ihr bereits Auch Männer mögen’s heiß inszeniert hatte. Der Kostümfilm konnte jedoch nicht an den Erfolg der Schwulenkomödie von 1996 anknüpfen.

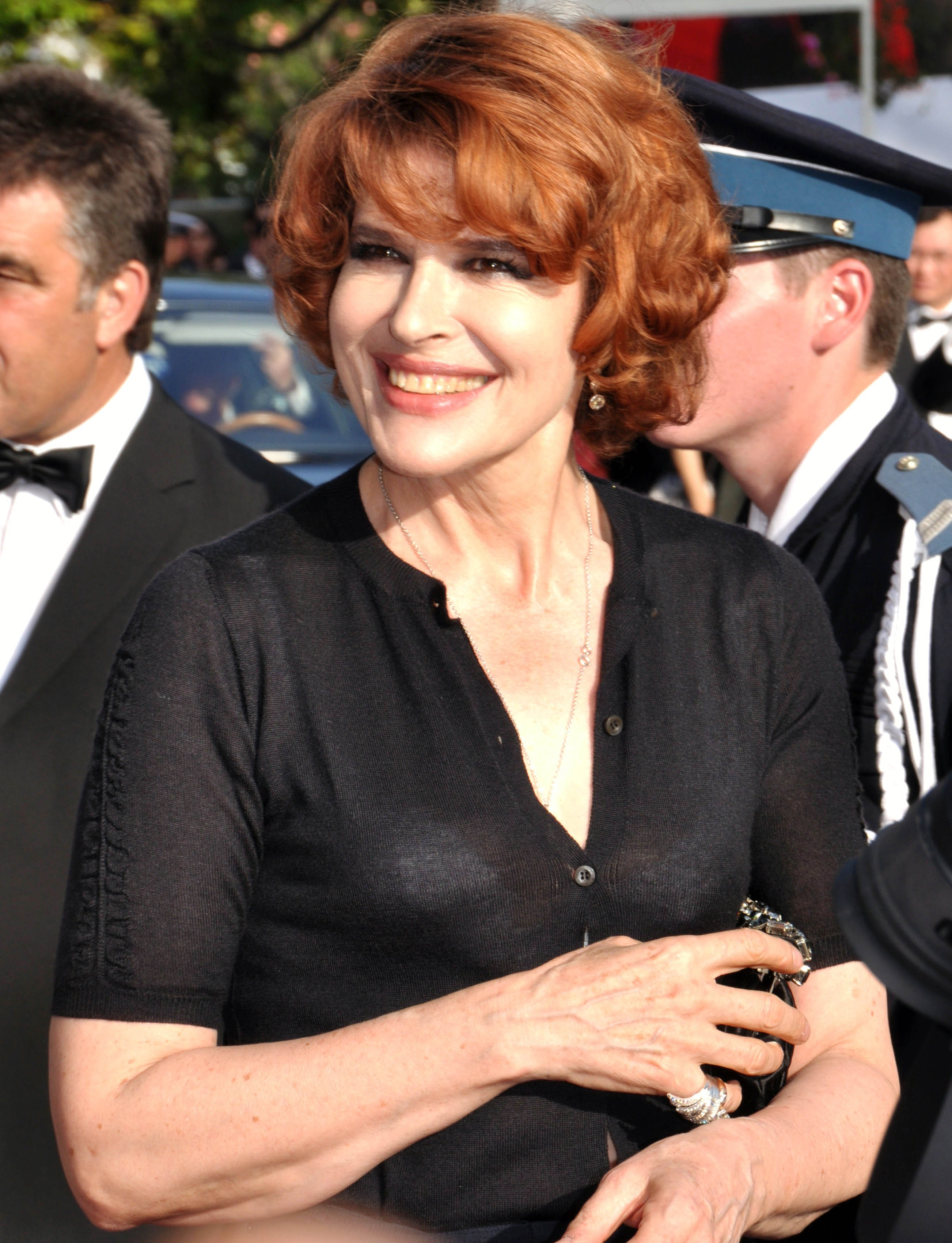
Ardant 2009 bei den Filmfestspielen von Cannes

Im Jahr 2002 gehörte Ardant in der Rolle der lasterhaften Pierrette zum Ensemble der bei der Kritik wie auch kommerziell sehr erfolgreichen Krimikomödie 8 Frauen von François Ozon. Gemeinsam mit Catherine Deneuve, Isabelle Huppert, Danielle Darrieux, Emmanuelle Béart, Virginie Ledoyen, Ludivine Sagnier und Firmine Richard gewann sie dafür den Silbernen Bären und den Europäischen Filmpreis. Im selben Jahr verkörperte sie Maria Callas auch auf der Leinwand in Franco Zeffirellis filmischer Hommage Callas Forever, die das letzte Lebensjahr der Operndiva zum Teil fiktiv nacherzählt. In dem Erotikdrama Nathalie (2003) und der Filmkomödie Hello Goodbye – Entscheidung aus Liebe (2008) stand Ardant erneut mit Depardieu vor der Kamera.
Mit dem archaischen Vergeltungsdrama Asche und Blut lieferte sie 2009 ihr Regiedebüt, das bei den 62. Internationalen Filmfestspielen von Cannes vorgestellt wurde. 2011 und 2012 arbeitete sie für die Fernsehfilme Rasputin – Hellseher der Zarin und Nos retrouvailles erneut mit Josée Dayan zusammen, unter deren Regie sie bereits 1999 in Balzac – Ein Leben voller Leidenschaft gespielt hatte. Auch in Rasputin – Hellseher der Zarin war Depardieu ihr Filmpartner. In ihrer Regiearbeit Le divan de Staline aus dem Jahr 2016 spielte er die Rolle des sowjetischen Diktators Josef Stalin.
Über die Jahre trat Ardant weiterhin im Theater auf, vor allem in Stücken von Marguerite Duras, aber auch in Cassandre, einer Oper von Michael Jarrell basierend auf Christa Wolfs Erzählung Kassandra. Auf der Leinwand hat sie neben Haupt- und Nebenrollen bisweilen auch Cameo-Auftritte wie in Paolo Sorrentinos La Grande Bellezza – Die große Schönheit (2013). In der Titelrolle von Lola Pater spielte Ardant 2017 eine Transfrau. Ihre Schauspielleistung in der Tragikomödie Die schönste Zeit unseres Lebens wurde 2020 in der Kategorie Beste Nebendarstellerin mit ihrem zweiten César honoriert.

## Filmografie (Auswahl)

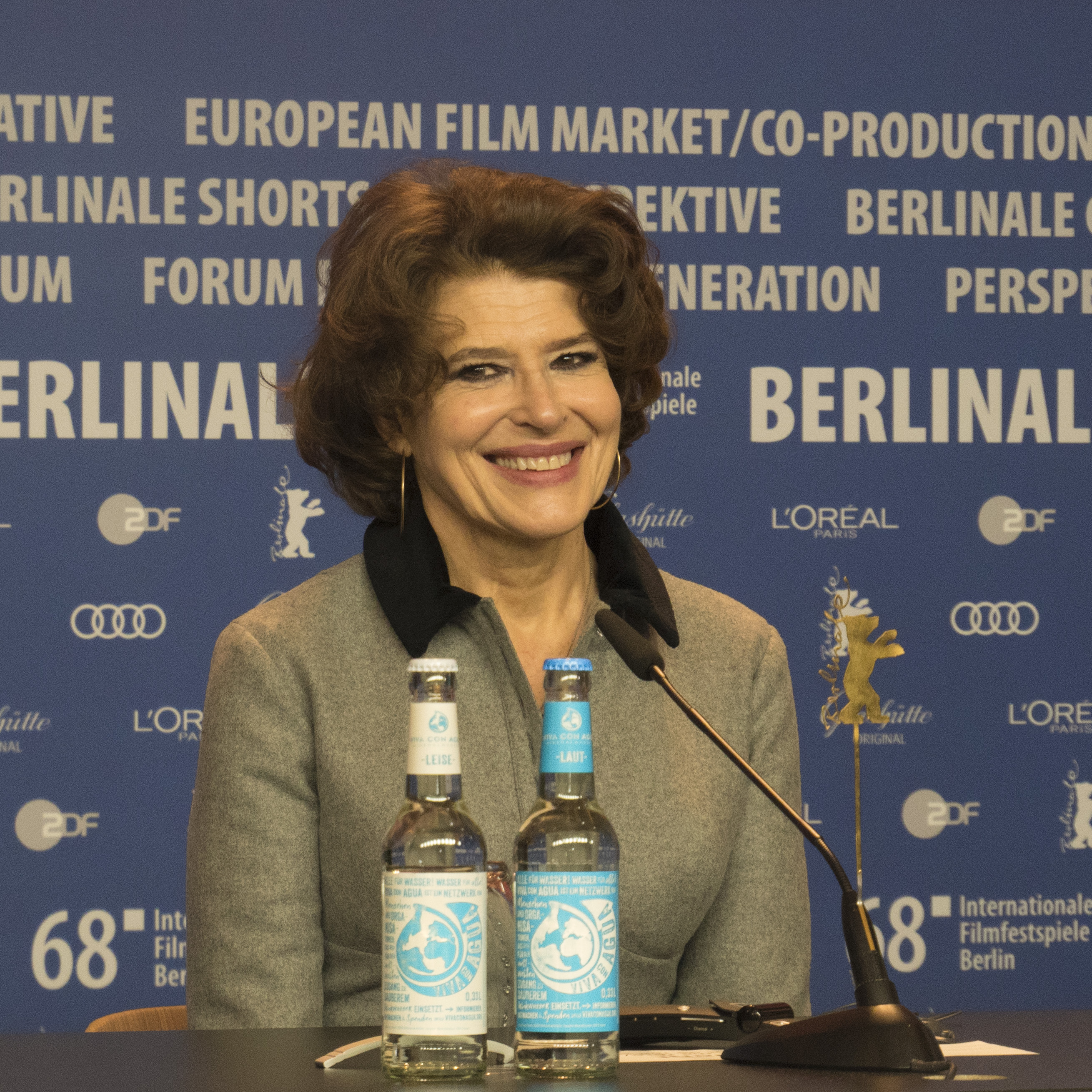
Ardant bei der Berlinale 2018

### Als Darstellerin
- 1976: Marie-poupée – Regie: Joël Séria
- 1978: Le mutant (TV-Mehrteiler) – Regie: Bernard Toublanc-Michel
- 1979: Die Hunde (Les chiens) – Regie: Alain Jessua
- 1979: Cinéma 16 (TV-Serie, eine Folge) – Regie: Nina Companéez
- 1979: Ego (TV-Film) – Regie: Jean-Marie Marcel
- 1979: Die Damen von der Küste (Les dames de la côte) (TV-Mehrteiler) – Regie: Nina Companéez
- 1981: Histoires extraordinaires: La chute de la maison Usher (TV-Film) – Regie: Alexandre Astruc
- 1981: Le roman du samedi: Mémoires de deux jeunes mariées (TV-Film) – Regie: Marcel Cravenne
- 1981: Ein jeglicher wird seinen Lohn empfangen … (Les uns et les autres) (TV-Mehrteiler) – Regie: Claude Lelouch
- 1981: Les bons bourgeois (TV-Film) – Regie: Pierre Desfons
- 1981: Die Frau nebenan (La femme d’à côté) – Regie: François Truffaut
- 1982: Evas Töchter (Le chef de famille) (TV-Mehrteiler) – Regie: Nina Companéez
- 1983: Das Leben ist ein Roman (La vie est un roman) – Regie: Alain Resnais
- 1983: Auf Liebe und Tod (Vivement dimanche!) – Regie: François Truffaut
- 1983: Das anonyme Bekenntnis (Benvenuta) – Regie: André Delvaux
- 1983: Desiderio – Regie: Anna Maria Tatò
- 1984: Eine Liebe von Swann (Un amour de Swann) – Regie: Volker Schlöndorff
- 1984: Mademoiselle Julie (TV-Film) – Regie: Yves-André Hubert
- 1984: Liebe bis in den Tod (L’amour à mort) – Regie: Alain Resnais
- 1985: Les enragés – Regie: Pierre-William Glenn
- 1985: Die Familienpyramide (L’été prochain) – Regie: Nadine Trintignant
- 1986: Ehrbare Ganoven (Conseil de famille) – Regie: Costa-Gavras
- 1986: Der Tölpel (Le paltoquet) – Regie: Michel Deville
- 1986: Mélo – Regie: Alain Resnais
- 1987: Die Familie (La famiglia) – Regie: Ettore Scola
- 1988: L’altro enigma (TV-Film) – Regie: Vittorio Gassman, Carlo Tuzii
- 1988: Médecins des hommes (TV-Serie, eine Folge) – Regie: Laurent Heynemann
- 1988: Piazza Navona (TV-Serie, eine Folge) – Regie: Gianfrancesco Lazotti
- 1988: Fürchten und Lieben (Paura e amore) – Regie: Margarethe von Trotta
- 1989: Die große Kapriole (La grande cabriole) (TV-Mehrteiler) – Regie: Nina Companéez
- 1989: Pleure pas my love – Regie: Tony Gatlif
- 1989: Sehnsucht nach Australien (Australia) – Regie: Jean-Jacques Andrien
- 1990: Aventure de Catherine C. – Regie: Pierre Beuchot
- 1991: Angst vor der Dunkelheit (Afraid of the Dark) – Regie: Mark Peploe
- 1991: Rien que des mensonges – Regie: Paule Muret
- 1991: La femme du déserteur – Regie: Michal Bat-Adam
- 1993: Amok – Regie: Joël Farges
- 1994: Die Auferstehung des Colonel Chabert (Le colonel Chabert) – Regie: Yves Angelo
- 1995: Die Jüdin – Edith Stein (Siódmy pokój) – Regie: Márta Mészáros
- 1995: 101 Nacht – Die Träume des M. Cinéma (Les cent et une nuits de Simon Cinéma) – Regie: Agnès Varda
- 1995: Jenseits der Wolken (Al di là delle nuvole) – Regie: Michelangelo Antonioni
- 1995: Sabrina (Sabrina) – Regie: Sydney Pollack
- 1996: Auch Männer mögen’s heiß! (Pédale douce) – Regie: Gabriel Aghion
- 1996: Désiré – Regie: Bernard Murat
- 1996: Ridicule – Von der Lächerlichkeit des Scheins (Ridicule) – Regie: Patrice Leconte
- 1998: La cena – Regie: Ettore Scola
- 1998: Elizabeth (Elizabeth) – Regie: Shekhar Kapur
- 1999: Augustin, Kung-Fu-König (Augustin, roi du Kung-Fu) – Regie: Anne Fontaine
- 1999: Balzac – Ein Leben voller Leidenschaft (Balzac) – Regie: Josée Dayan
- 1999: La débandade – Regie: Claude Berri
- 1999: Le fils du Français – Regie: Gérard Lauzier
- 2000: Liebeslust und Freiheit (Le libertin) – Regie: Gabriel Aghion
- 2001: Change moi ma vie – Regie: Liria Bégéja
- 2001: Sin noticias de Dios – Regie: Agustín Díaz Yanes
- 2002: 8 Frauen (8 femmes) – Regie: François Ozon
- 2002: Callas Forever – Regie: Franco Zeffirelli
- 2003: Sarah (TV-Film) – Regie: Yves Di Tullio, Bernard Murat
- 2003: Nathalie (Nathalie …) – Regie: Anne Fontaine
- 2004: L’odore del sangue – Regie: Mario Martone
- 2004: El año del diluvio – Regie: Jaime Chávarri
- 2006: Paris, je t’aime (Episodenfilm, 13. Episode) – Regie: u. a. Richard LaGravenese
- 2007: Roman de gare – Regie: Claude Lelouch
- 2007: The Secrets (Ha-Sodot) – Regie: Avi Nesher
- 2007: L’ora di punta – Regie: Vincenzo Marra
- 2008: Il divo – Regie: Paolo Sorrentino
- 2008: Hello Goodbye – Entscheidung aus Liebe (Hello Goodbye) – Regie: Graham Guit
- 2009: Visage – Regie: Tsai Ming-liang
- 2009: Der kleine Haustyrann (Trésor) – Regie: Claude Berri
- 2011: Interno giorno – Regie: Tommaso Rossellini
- 2011: Rasputin – Hellseher der Zarin (Raspoutine) (TV-Film) – Regie: Josée Dayan
- 2012: Spieglein an der Wand (Miroir mon amour) (TV-Film) – Regie: Siegrid Alnoy
- 2012: Nos retrouvailles (TV-Film) – Regie: Josée Dayan
- 2012: The Lookout – Tödlicher Hinterhalt (Le guetteur) – Regie: Michele Placido
- 2013: Die schönen Tage (Les beaux jours) – Regie: Marion Vernoux
- 2013: La Grande Bellezza – Die große Schönheit (La grande bellezza) – Regie: Paolo Sorrentino
- 2013: Le Clan des Lanzac (TV-Film) – Regie: Josée Dayan
- 2014: Résistance (TV-Miniserie) – Regie: Miguel Courtois, David Delrieux
- 2014: Casanova Variations – Regie: Michael Sturminger
- 2015: Chic! – Regie: Jérôme Cornuau
- 2016: For This Is My Body – Regie: Paule Muret
- 2017: Waiting for You – Regie: Charles Garrad
- 2017: Lola Pater – Regie: Nadir Moknèche
- 2018: Schockwellen (Ondes de choc) (TV-Miniserie, eine Folge) – Regie: Ursula Meier
- 2018: Ma mère est folle – Regie: Diane Kurys
- 2019: The Bare Necessity (Perdrix) – Regie: Erwan Le Duc
- 2019: Die schönste Zeit unseres Lebens (La belle époque) – Regie: Nicolas Bedos
- 2020: DNA (ADN) – Regie: Maïwenn
- 2021: Im Herzen jung (Les jeunes amants) – Regie: Carine Tardieu
- 2022: Couleurs de l’incendie – Regie: Clovis Cornillac
- 2023: Ma France à moi – Regie: Benoît Cohen
- 2023: The Palace – Regie: Roman Polanski
- 2023: Back to Alexandria – Regie: Tamer Ruggli
- 2023: Monsieur Blake zu Diensten (Complètement cramé) – Regie: Gilles Legardinier
- 2024: American Star – Regie: Gonzalo López-Gallego

### Als Regisseurin
- 2009: Asche und Blut (Cendres et sang)
- 2010: Chimères absentes (Kurzfilm)
- 2013: Cadences obstinées
- 2016: Le divan de Staline
- 2017: Magie noire (Kurzfilm)

## Theaterauftritte (Auswahl)

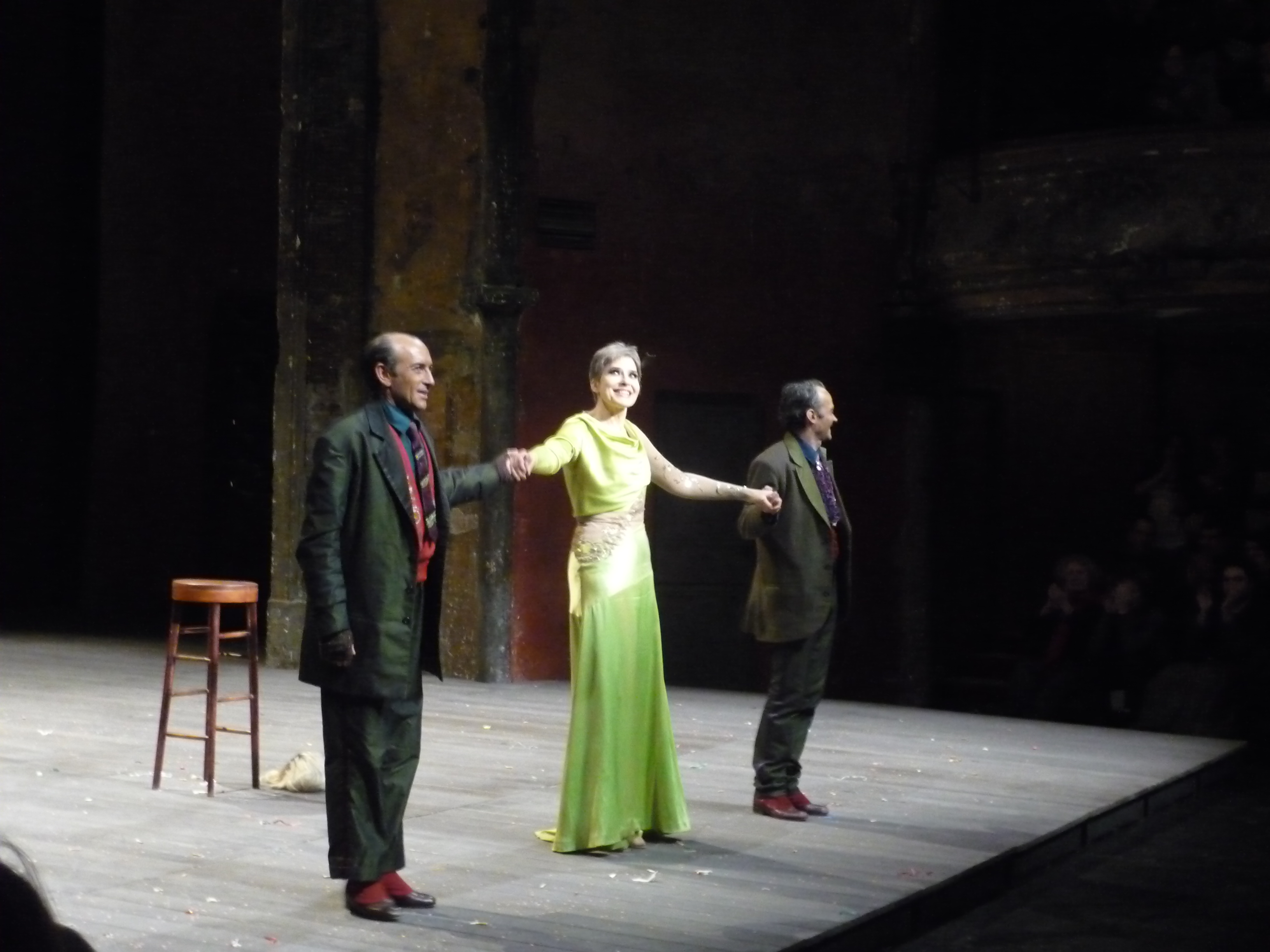
Fanny Ardant in Music-Hall von Jean-Luc Lagarce am Théâtre des Bouffes du Nord in Paris

- 1974: Polyeucte von Pierre Corneille – Regie: Dominique Leverd
- 1976: Der Ordensmeister (Le Maître de Santiago) von Henry de Montherlant – Regie: Dominique Leverd
- 1977: Esther von Jean Racine – Regie: Dominique Delouche
- 1978: Électre von Jean Giraudoux – Regie: Dominique Leverd
- 1979: Tête d’or von Paul Claudel – Regie: Dominique Leverd
- 1983: Fräulein Julie (Fröken Julie) von August Strindberg – Regie: Andreas Voutsinas
- 1987: Don Juan (Don Juan ou le Festin de pierre) von Molière – Regie: Francis Huster
- 1990: Wie Du mich wünschst (Come tu mi vuoi) von Luigi Pirandello – Regie: Maurice Attias
- 1992: L’Aide mémoire von Jean-Claude Carrière – Regie: Bernard Murat, Théâtre des Champs-Élysées
- 1995: La Musica deuxième von Marguerite Duras – Regie: Bernard Murat
- 1997: Master Class von Terrence McNally – Regie: Roman Polański, Théâtre de la Porte Saint-Martin
- 2002: Sarah von John Murell nach Éric-Emmanuel Schmitt – Regie: Bernard Murat
- 2004: Médée von Luigi Cherubini (als Theaterstück) – Regie: Jean-Paul Scarpitta, Amphitheater von Nîmes
- 2006: Die Krankheit Tod (La Maladie de la Mort) von Marguerite Duras – Regie: Bérangère Bonvoisin, Théâtre de la Madeleine
- 2009: Music-hall von Jean-Luc Lagarce – Regie: Lambert Wilson, Théâtre des Bouffes du Nord
- 2011: Das Jahr magischen Denkens (The Year of Magical Thinking) von Joan Didion (als Theaterstück) – Regie: Thierry Klifa, Théâtre de l’Atelier
- 2014: Ganze Tage in den Bäumen (Des journées entières dans les arbres) von Marguerite Duras – Regie: Thierry Klifa, Théâtre de la Gaîté-Montparnasse
- 2016–2017: Croque Monsieur von Marcel Mithois – Regie: Thierry Klifa, Théâtre de la Michodière, Théâtre du Casino d’Enghien
- 2017: Cassandre von Michael Jarrell nach Christa Wolf – Regie: Hervé Loichemol, Théâtre de l’Athénée Louis-Jouvet
- 2018–2019: Hiroshima, mon amour von Marguerite Duras (als Theaterstück) – Regie: Bertrand Marcos, Théâtre de l’Atelier
- 2019: La Passion Suspendue von Marguerite Duras – Regie: Bertrand Marcos, Théâtre de l’Œuvre

## Auszeichnungen (Auswahl)
César

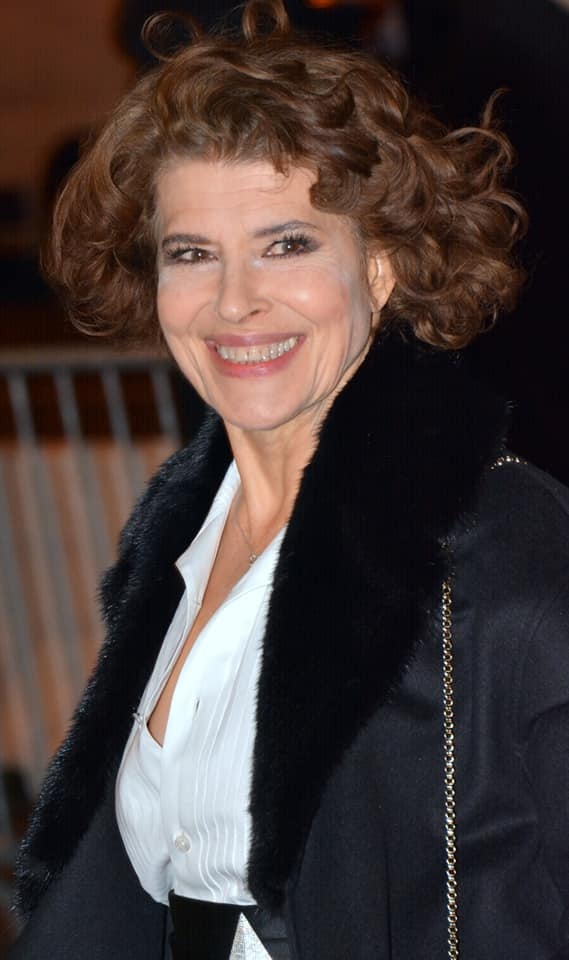
Ardant bei der César-Verleihung 2020

- 1982: Nominierung in der Kategorie Beste Hauptdarstellerin für Die Frau nebenan
- 1984: Nominierung in der Kategorie Beste Hauptdarstellerin für Auf Liebe und Tod
- 1997: Beste Hauptdarstellerin für Auch Männer mögen’s heiß
- 2003: Nominierung in der Kategorie Beste Hauptdarstellerin für 8 Frauen
- 2014: Nominierung in der Kategorie Beste Hauptdarstellerin für Die schönen Tage
- 2020: Beste Nebendarstellerin für Die schönste Zeit unseres Lebens
- 2021: Nominierung in der Kategorie Beste Nebendarstellerin für DNA
- 2023: Nominierung in der Kategorie Beste Hauptdarstellerin für Im Herzen jung

Europäischer Filmpreis
- 2002: Beste Darstellerin (zusammen mit dem Ensemble) für 8 Frauen
- 2002: Nominierung in der Kategorie Publikumspreis – Beste Darstellerin für 8 Frauen
- 2004: Nominierung in der Kategorie Publikumspreis – Beste Darstellerin für Natalie

Globe de Cristal
- 2020: Nominierung in der Kategorie Beste Darstellerin für Die schönste Zeit unseres Lebens

Internationale Filmfestspiele Berlin
- 2002: Silberner Bär (zusammen mit dem Ensemble) für 8 Frauen

Molière
- 1993: Nominierung in der Kategorie Beste Hauptdarstellerin für L’Aide mémoire
- 1997: Nominierung in der Kategorie Beste Hauptdarstellerin für Master Class

Nastro d’Argento
- 1987: Beste ausländische Darstellerin für Die Familie
- 2004: Nastro d’Argento Europeo[3]

Prix Lumières
- 1997: Beste Darstellerin für Ridicule – Von der Lächerlichkeit des Scheins
- 2020: Nominierung in der Kategorie Beste Darstellerin für Die schönste Zeit unseres Lebens

Weitere
- 2003: Stanislavsky-Preis beim Internationalen Filmfestival von Moskau
- 2015: Ehrenpreis des Griechischen Filmpreises

## Deutsche Synchronstimmen
Zu den Schauspielerinnen, die Fanny Ardant in den deutschen Synchronfassungen ihre Stimme geliehen haben, zählen:
- Johanna Liebeneiner – Die Damen von der Küste
- Gisela Fritsch – Ein jeglicher wird seinen Lohn empfangen …, Die Frau nebenan, Auf Liebe und Tod, Das Leben ist ein Roman, Mélo, Angst vor der Dunkelheit
- Viktoria Brams – Eine Liebe von Swann, Ehrbare Ganoven, Die Familie, Fürchten und lieben, Sehnsucht nach Australien, 101 Nacht – Die Träume des M. Cinéma, Liebeslust und Freiheit, Nathalie
- Dagmar Heller – Die Auferstehung des Colonel Chabert
- Kerstin Sanders-Dornseif – Jenseits der Wolken, Ridicule – Von der Lächerlichkeit des Scheins
- Joseline Gassen – Sabrina
- Traudel Haas – Auch Männer mögen’s heiß, Paris, je t’aime, Hello Goodbye – Entscheidung aus Liebe, Rasputin – Hellseher der Zarin, Die schönen Tage, Schockwellen, Die schönste Zeit unseres Lebens
- Anita Lochner – Elizabeth
- Eva Kryll – Balzac – Ein Leben voller Leidenschaft
- Hannelore Elsner – 8 Frauen
- Marion Martienzen – Im Herzen jung

## Filmdokumentation
- Fanny Ardant – Die Geburt einer Leidenschaft (Originaltitel: Fanny Ardant – Naissance d’une passion). Regie: William Karel, Frankreich 2022, Arte, 52 Minuten.